# Ошора
Ошора (груз. ოშორა) — село в Грузии, на территории Аспиндзского муниципалитета края (мхаре) Самцхе-Джавахети.

## География
Село находится в южной части Грузии, на берегах реки Ошоры (правый приток Куры), на расстоянии приблизительно 3 километров (по прямой) к северо-западу от посёлка городского типа Аспиндза, административного центра муниципалитета. Абсолютная высота — 1181 метр над уровнем моря.

## Население
По результатам официальной переписи населения 2014 года, в Ошоре проживал 531 человек (264 мужчины и 267 женщин). В национальной структуре населения грузины составляли 100 %.
| Год  | Население, человек |
| ---- | ------------------ |
| 2002 | 637                |
| 2014 | ↘ 531              |